# Columbus WCT
Il Columbus WCT è stato un torneo di tennis facente parte del World Championship Tennis giocato nel 1976 a Columbus negli USA su campi in sintetico indoor.

## Albo d'oro

### Singolare
| Anno | Vincitore   | Finalista       | Punteggio     |
| ---- | ----------- | --------------- | ------------- |
| 1976 | Arthur Ashe | Andrew Pattison | 3–6, 6–3, 7–6 |

### Doppio
| Anno | Vincitori                       | Finalisti             | Punteggio   |
| ---- | ------------------------------- | --------------------- | ----------- |
| 1976 | Bob Hewitt Frew Donald McMillan | Arthur Ashe Tom Okker | 7–6(4), 6–4 |